# Napušteno vlasništvo (1958.)
Napušteno vlasništvo je hrvatska televizijska drama emitirana 1958. godine. Predstavlja adaptaciju istoimene jednočinke Tennesseea Williamsa, a režirao ju je Mario Fanelli.
Premijerno je prikazana 2. ožujka 1958. na Televiziji Zagreb.

## Radnja
Drama se temelji na emocionalno snažnom i melankoličnom susretu dvoje mladih ljudi, smještenom u američku provinciju tijekom Velike depresije. Kroz dijalog između djevojke Willy i mladog stranca, otkriva se njezina životna priča ispunjena tugom, napuštenošću i snovima o ljubavi i bijegu iz svakodnevice.

## Glumačka postava
- Semka Sokolović kao Willy
- Svetislav Zamurović kao Tom

## Produkcija
Scenografiju za televizijsku adaptaciju izradio je Željko Senečić, a glazbu skladao Mićo Brajević, tada novopostavljeni muzički urednik u Zabavnoj redakciji Televizije Zagreb.
Drama je realizirana u režiji Marija Fanellija, a glavne uloge povjerene su mladim diplomantima Akademije za kazališnu umjetnost – Semki Sokolović i Svetislavu Zamuroviću.